# Dar Ba Mohammed Chergui
Dar Ba Mohammed Chergui, también conocido como Dar al-Aman, es un palacio estilo riad situado en la antigua medina de Fez, Marruecos. Se encuentra en la calle Derb el Horra, en Fes el Bali.

## Historia

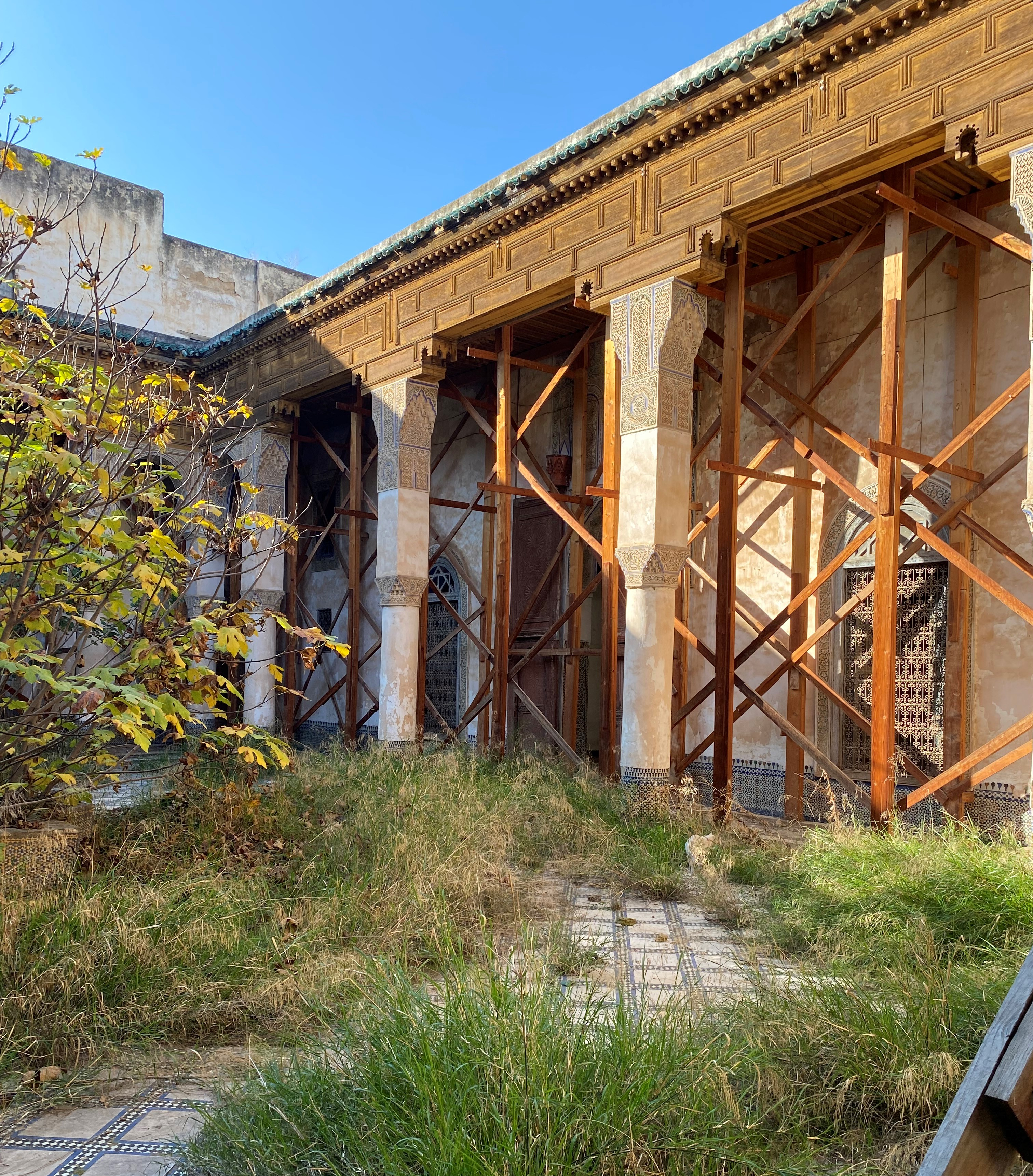
El mismo patio en estado ruinoso, finales de 2022.

La casa fue construida durante más de 15 años a principios del siglo xx y lleva el nombre del antiguo caíd (juez) Ba Mohammed Chergui, que vivió aquí. En su libro sobre jardines islámicos, D. Fairchild Ruggles también identifica el palacio como el de Pasha 'Abd al-Kari y afirma que fue construido en 1860.
En 2008, el palacio fue adquirido por inversores privados internacionales tras un largo proceso de negociación con alrededor de 60 herederos de la casa. La intención de la compra era convertir el palacio en un hotel de cinco estrellas. El palacio se encuentra actualmente en estado ruinoso y no es accesible a los visitantes.

## Descripción
El palacio es una de las casas históricas más impresionantes de la ciudad, junto con ejemplos como Dar Moqri, Dar Glaoui y Dar Adiyel,  Se compone de dos casas principales una al lado de la otra que en conjunto suman unos 1.800 metros cuadrados. La casa principal (dar kbira) consta de un patio central pavimentado y decorado con mármol y azulejos zellige, alrededor del cual había tres salas ornamentadas con techos de cúpula, así como una gran y ornamentada fuente de pared. La segunda casa, de unos 650 metros cuadrados,  incluye un gran jardín en el patio con una disposición única de jardineras en forma de estrella y cruz y tres fuentes, todas cubiertas con azulejos zellige, y un pórtico o galería circundante.

## Galería

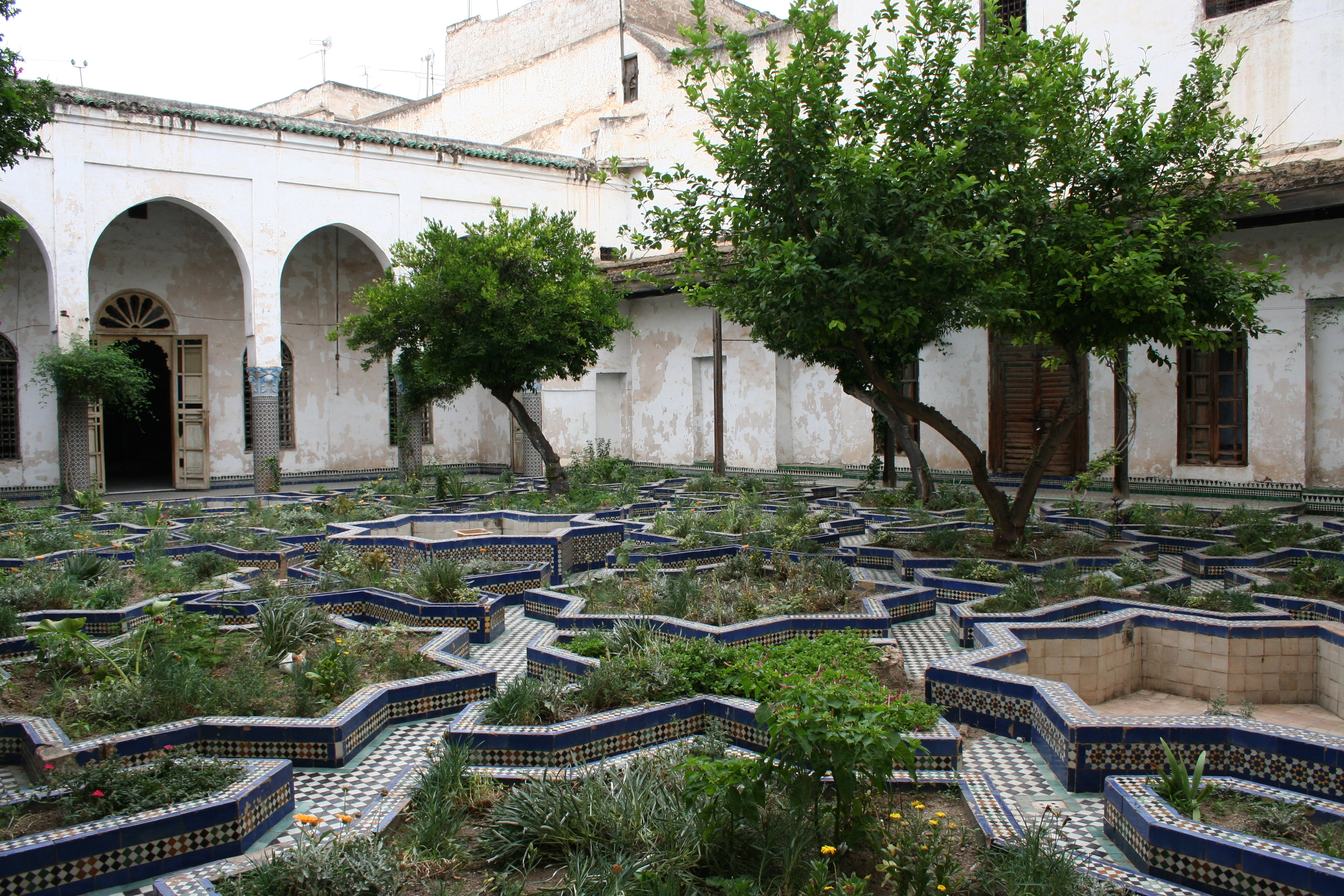
El jardín del patio, tal como se veía en 2006.
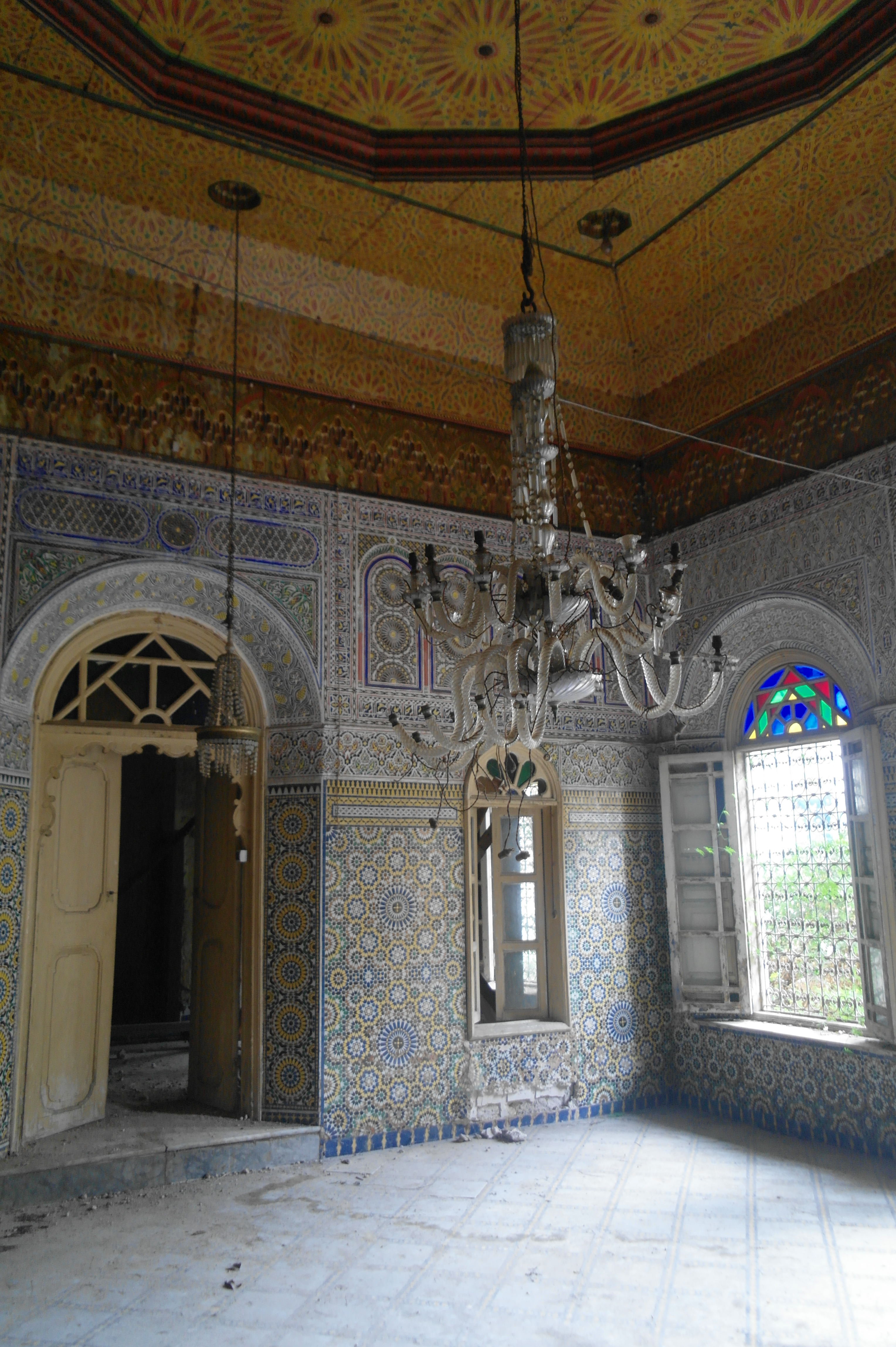
Una de las salas decoradas (2018).
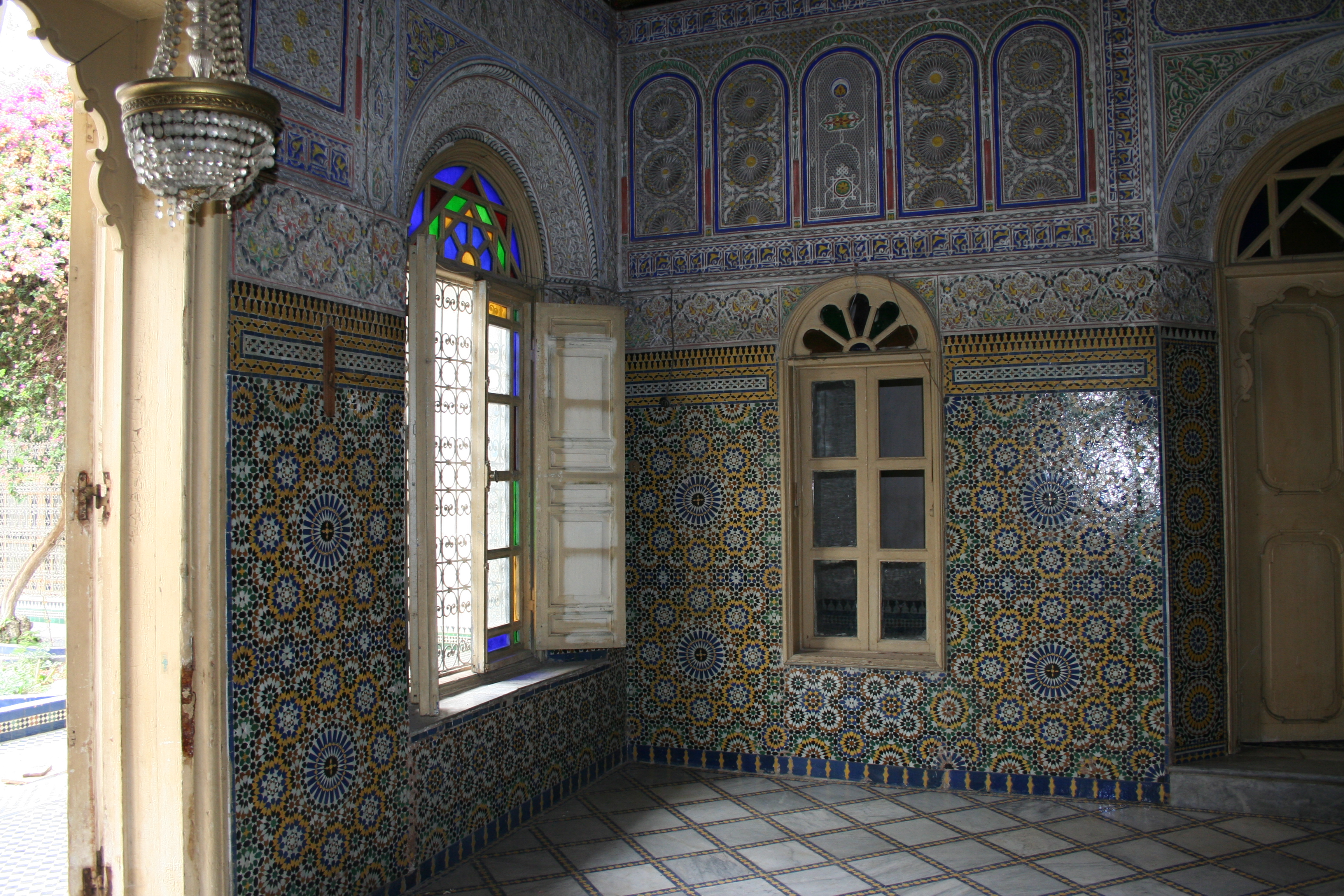
Detalles de la decoración interior (2006).
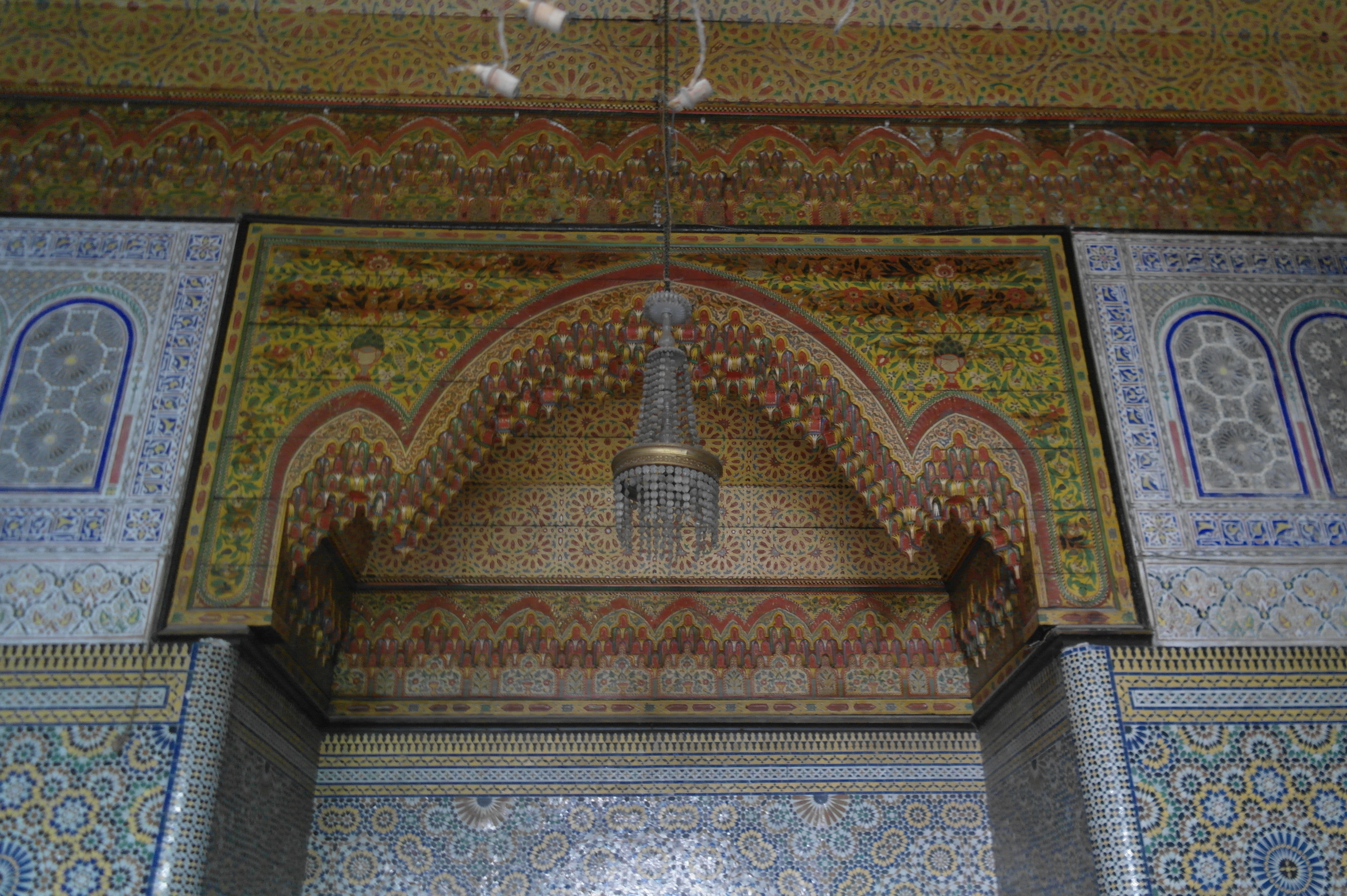
Una alcoba decorativa dentro de una de las salas (2018).